# Lesley Manyathela
Lesley Phuti "Slow Poison" Manyathela (1981. szeptember 4. – 2003. augusztus 9.) dél-afrikai labdarúgó, egész karrierjében a dél-afrikai Orlando Pirates játékosa volt.
A dél-afrikai labdarúgó-válogatottban Szaúd-Arábia ellen mutatkozott be 2002-ben, melyben összesen kilenc válogatottsága alatt négy gólt szerzett.
A csatár autóbalesetben hunyt el közel az otthonához, Musinához (korábban Messina), Limpopo tartományban. Halála előtt Lesley a Dél-afrikai PSL (Premier Soccer League) gólkirálya volt 22 találattal - (18 a bajnokságban + 4 a kupaküzdelmekben), amivel bajnoki címhez segítette csapatát, az Orlando Piratest a 2002/03-as szezonban. A következő idényben, 2003/04-ben a PSL gólkirályi címének a Lesley Manyathela Díj nevet adták.